# Ichijō (empereur)
Pour les articles homonymes, voir Ichijō.
L'empereur Ichijō (一条天皇, Ichijō-tennō, 15 juillet 980 – 25 juillet 1011) était le soixante-sixième empereur du Japon, selon l'ordre traditionnel de la succession, et a régné de 986 à 1011.

## Généalogie
Avant son avènement au trône du chrysanthème, son nom personnel (son iminia) était Kanehito-shinnō (守平親王).
Son règne est connu à la fois comme le sommet de la culture de l'époque de Heian et celui du pouvoir du clan Fujiwara.
Ichijō était le fils de l'empereur En'yū et de Fujiwara no Senshi, une fille de Fujiwara no Kaneie. Comme aucune fratrie n'est mentionnée dans les documents d'époque, on suppose qu'il était fils unique.

### Impératrices et consorts
- Fujiwara no Teishi (Sadako), née en 976 ; fille aînée de Fujiwara no Michitaka et de Takashina no Kishi ; entrée au palais en 990, épouse impériale (nyogo) en 990; titrée impératrice (chūgū) en 990 et kōgō en 1000 ; morte en couches en 1001 ; dont il eut 3 enfants :
  - première fille : Princesse Shushi, née en 997, élevée au premier rang en 1007 ; nonne ; morte en 1050.
  - premier fils : Prince Atsuyasu ; né en 999 ; gouverneur général de Dazaifu ; ministre du Cérémonial en 1016 ; mort en 1018 ; marié en 1015 à Naka no Kimi, fille du prince Tomohira et de la princesse Nagahimegimi, dont il eut :
    - Princesse Genshi (Motoko), née en 1016 ; adoptée par Fujiwara no Yorimichi ; impératrice de l'empereur Go-Suzaku ; morte en 1039.

  - deuxième fille: Princesse Bishi, née en 1001, morte en 1008.
- Fujiwara no Genshi, fille de Fujiwara no Akimitsu et de la princesse Seishi ; entrée au palais en 996 ; épouse impériale (nyogo) en 996 ; titrée épouse impériale du Shokyoden ; (remariée à Minamoto no Yorisada, fils du prince Tamehira, mort en 1020) ; nonne en 1020.
- Fujiwara no Gishi, née en 974 ; fille de Fujiwara no Kinsue et de la princesse Ryoshi ; entrée au palais 996 ; épouse impériale (nyogo) 996 ; titrée épouse impériale du Kokiden ; nonne en 1026 ; + 1053
- Fujiwara no Sonshi, née en 984 et morte en 1022 ; fille de Fujiwara no Michikane et de Fujiwara no Hanshi (Naishi no Suke) ; entrée au palais en 998 ; épouse impériale (nyogo) en 1000 ; titrée épouse impériale du Kurabeya ; (remariée à Fujiwara no Michito, né en 974 ; fils de Fujiwara no Naritoki ; mort en 1039).
- Fujiwara no Shōshi (Akiko), née en 988, fille aînée de Fujiwara no Michinaga et de Minamoto no Rinshi ; entrée au palais en 999; épouse impériale (nyogo) du Fujitsubo en 999; titrée impératrice (chūgū) en 1000 ; titrée impératrice douairière (kōtaigō) en 1012 ; titrée grande impératrice douairière en 1018 ; nonne en 1026 ; prend le nom de Jōtō Mon'In en 1026 ; morte en 1074; dont il eut 2 enfants :
  - second fils : prince Atsuhira, né en 1008 (empereur Go-Ichijō)
  - troisième fils : prince Atsunaga, né en 1009 (empereur Go-Suzaku)
- Fujiwara no Mikushigedono, née en 983, quatrième fille de Fujiwara no Michitaka et de Takashina no Kishi, concubine impériale 1002 ; morte en 1002.

## Événements de son règne
En 984, il reçoit le titre de prince héritier de l'empereur Kazan.
- Ère Kanna, le 23e du 6e mois (986) : En la deuxième année du règne de Kazan-tennō (花山天皇2年), l'empereur abdiquait; et la succession (la senso) a été reçue par Kanehito-shinnō, qui était le fils aîné de l'ancien empereur En'yū[3]. Peu après, on dit que l'empereur Ichijō, qui n'avait que sept ans, a accédé au trône (le sokui)[4].

Un fils de l'empereur Reizei, plus âgé que lui, est alors nommé prince héritier. Kaneie devient le sesshō (régent) et dirige de facto le pays. À la mort de Kaneie, son fils aîné (et l'oncle d'Ichijō), Fujiwara no Michitaka, est nommé régent à sa place.
Ichijō a eu deux impératrices-consort. La première est Teishi, une fille de Fujiwara no Michitaka. La seconde est Shōshi, une fille de Fujiwara no Michinaga, un jeune frère de Michitaka. Ces deux hauts membres de la cour étaient des fils de Kaneie, des frères de sa mère et donc ses oncles.
Alors que le titre d'impératrice-consort (kōgō) est déjà attribué à la fille de Fujiwara no Michitaka, son demi-frère Fujiwara no Michinaga désire élever sa propre fille Shōshi à une position équivalente. La plupart des gens pensent alors que c'est impossible, mais Michinaga affirme que chūgū (terme qui englobe à l'origine l'impératrice en titre et les impératrice douairières) et kōgō sont deux titres différents applicables à deux impératrices différentes.
Les cours des deux impératrices sont à l'époque de grands centres de culture. Sei Shōnagon, auteure des Notes de chevet, est une dame d'honneur de Teishi. Murasaki Shikibu, l'auteure du Dit du Genji est une dame d'honneur de Shōshi. De nombreux autres poètes célèbres sont présents aux cours des deux impératrices, et Ichijō lui-même aime la littérature et la musique, et particulièrement la flûte. Pour ces raisons, les hauts membres de la cour ressentent à cette époque la nécessité pour leurs filles de tenir des salons culturels réunissant de nombreuses poétesses talentueuses.

Le kiri -- des emblèmes décoratifs de la famille de Hosokawa, y compris les empereurs de Hosokawa comme Ichijō-tennō, doivent être trouvés au temple de Ryoan-ji.

Ichijō mourut en 1011; et il est enterré parmi les « sept tombeaux impériaux » au temple de Ryoan-ji à Kyoto. Le tumulus qui commémore l'empereur Ichijō est aujourd'hui appelé « Kinugasa-yama ». L'endroit de l'enterrement d'Ichijō aurait été tout à fait humble dans la période suivant la mort de l'empereur. Ces tombeaux ont atteint leur état actuel après la restauration des sépulcres impériaux qui a été commandée par l'empereur Meiji.

### Kugyō
Le Kugyō (公卿) est un nom collectif pour les hommes les plus respectés du kuge, les fonctionnaires les plus puissants à la cour impériale, les ministres les plus importants en le daijō-kan.
Lors de le règne de Ichijō, on retrouve parmi les ministres:
- Sesshō, Fujiwara no Kaneie, 929-990[6].
- Sesshō, Fujiwara no Michitaka, 953-995[7].
- Kampaku, Fujiwara no Kaneie[6].
- Kampaku, Fujiwara no Michikane, 961-995[6].
- Daijō-daijin, Fujiwara no Kaneie[6].
- Daijō-daijin, Fujiwara no Yoritada, 924-989[8].
- Daijō-daijin, Fujiwara no Tametisu, 942-992[8].
- Sadaijin, Fujiwara no Michinaga, 966-1027[8].
- Udaijin, Fujiwara no Michikane[7].
- Nadaijin, Fujiwara no Michitaka[7].
- Nadaijin, Fujiwara no Korechika, 973-1010[8].
- Nadaijin, Kan'in Kinsue, 956-1029[9].

## Ères de son règne
Les années du règne de Ichijō sont plus spécifiquement identifiées par plus d'une ère japonaise ou nengō.
- Ère Eikan (983-985)
- Ère Kanna (985-987)
- Ère Eien (987-988)
- Ère Eiso (988-990)
- Ère Shōryaku (990-995)
- Ère Chōtoku (995-999)
- Ère Chōhō (999-1004)
- Ère Kankō (1004-1012)

## Au cinéma
Dans le taiga drama Dear Radiance (en) (2024), le personnage d'Ichijō est joué par Hinata Hiiragi (jeune) et par Akihisa Shiono (en) (à l'âge adulte).